# F1 (film)
F1, soms ook gestileerd als F1 The Movie, is een Amerikaanse dramatische actie-sportfilm uit 2025, geregisseerd en mede geproduceerd door Joseph Kosinski. De film werd in samenwerking met de Fédération Internationale de l'Automobile (het bedrijf achter de Formule 1) gemaakt.

## Verhaal
De film volgt voormalig Formule 1-coureur Sonny Hayes, die in de jaren negentig enorm veel succes had in de sport en tegenwoordig van zijn pensioen geniet. Wanneer een goede vriend, die tevens teambaas is in de F1, een beroep op hem doet om terug te keren in de sport pakt hij dit met beide handen aan. Sonny keert hiermee na jaren terug, ditmaal in de rol van mentor om het veelbelovende talent Joshua Pearce bij te staan.

## Rolverdeling
| acteur            | personage            |
| ----------------- | -------------------- |
| Brad Pitt         | Sonny Hayes          |
| Damson Idris      | Joshua "Noah" Pearce |
| Kerry Condon      | Kate McKenna         |
| Tobias Menzies    | Peter Banning        |
| Javier Bardem     | Ruben Cervantes      |
| Kim Bodnia        | Kaspar Molinski      |
| Shea Whigham      | Chip Hart            |
| Joseph Balderrama | Rico Fazio           |
| Sarah Niles       | Bernadette Pearce    |
| Samson Kayo       | Cashman              |
| Abdul Salis       | Dodge Dowda          |
| Callie Cooke      | Jodie                |
| Will Merrick      | Nickleby             |

| F1-coureurs die figureren in de film |
| ------------------------------------ |
| Alexander Albon                      |
| Fernando Alonso                      |
| Oliver Bearman                       |
| Valtteri Bottas                      |
| Franco Colapinto                     |
| Jack Doohan                          |
| Pierre Gasly                         |
| Zhou Guanyu                          |
| Lewis Hamilton                       |
| Nico Hülkenberg                      |
| Liam Lawson                          |
| Charles Leclerc                      |
| Kevin Magnussen                      |
| Lando Norris                         |
| Esteban Ocon                         |
| Sergio Pérez                         |
| Oscar Piastri                        |
| Daniel Ricciardo                     |
| George Russell                       |
| Carlos Sainz jr.                     |
| Logan Sargeant                       |
| Lance Stroll                         |
| Yuki Tsunoda                         |
| Max Verstappen                       |
| Nyck de Vries                        |

## Achtergrond

### Ontwikkeling
Op 3 december 2021 begon er een bieding op een destijds titelloze racefilm met Brad Pitt in de hoofdrol, met regisseur Joseph Kosinski, producent Jerry Bruckheimer, scenarioschrijver Ehren Kruger en Formule 1-coureur Lewis Hamilton betrokken bij het project. Studio's die betrokken waren bij deze biedingen, waren Paramount Pictures, Metro-Goldwyn-Mayer, Sony Pictures, Universal Pictures, Walt Disney Pictures en streamingdiensten Netflix, Apple TV+ en Amazon MGM Studios. Uiteindelijk wist Apple tijdens deze biedingen de rechten voor het project in een pakketovereenkomst ter waarde van 130 à 140 miljoen Amerikaanse dollar binnen te halen.
In november 2022 werd bekend dat cameraman Claudio Miranda was aangenomen om het project te filmen. In april 2023 werd Damson Idris aangenomen in een van de hoofdrollen. In de maanden die volgde werden acteurs Kerry Condon, Tobias Menzies, Sarah Niles en Simone Ashley aan de film toegevoegd in belangrijke rollen. Daarnaast zullen de Formule 1-coureurs die ten tijden van de opnamen van de film bij F1 betrokken waren te zien zijn als hunzelf, waaronder, Lewis Hamilton, Max Verstappen, Charles Leclerc en Sergio Pérez. Hamilton is daarnaast bij de film betrokken als een van de producenten.
Op 5 juli 2024 werd de officiële titel van de film bekend gemaakt: F1.

### Productie
De film wordt geregisseerd en mede geproduceerd door Joseph Kosinski, voor de productie werd Kosinski bijgestaan door Jerry Bruckheimer, Chad Oman, Brad Pitt, Dede Gardner, Jeremy Kleiner en F1-coureur Lewis Hamilton. Het scenario van de film werd geschreven door Ehren Kruger. Tijdens het Grand Prix Formule 1 van Oostenrijk 2024 maakte Hans Zimmer bekend dat hij de muziek voor de film zal componeren.
De opnamen van de film gingen in juli 2023 van start bij het Silverstone Circuit in het Verenigd Koninkrijk. Verder werd er gefilmd op meerdere F1-circuits waaronder, Hungaroring, Circuit de Spa-Francorchamps, Monza Circuit, Circuit Zandvoort, Suzuka International Racing Course, Autódromo Hermanos Rodríguez, Las Vegas Street Circuit en Yas Marina Circuit. Tijdens de daadwerkelijke race-weekenden hadden de makers van de film hun eigen garagebox in de pitstraat. Acteur Brad Pitt rijdt in de film met een Formule 2-auto die ze qua uiterlijk hebben omgebouwd tot een Formule 1-auto, dit op advies van Toto Wolff en in samenwerking met Mercedes-AMG F1 team en Carlin Motorsport. De opnamen van de film werden begin december 2024 afgerond tijdens het Grand Prix Formule 1 van Abu Dhabi 2024.

## Release en ontvangst
Op 7 juli 2024 werd de eerste trailer van de film uitgebracht. De film ging in première op 16 juni 2025 in de Radio City Music Hall in New York, in aanwezigheid van de cast en de F1-coureurs (zonder Max Verstappen). De Formule 1 charterde een Qatar Airways-vlucht voor de coureurs en teambazen van Montréal naar New York om de première na de Grand Prix van Canada bij te wonen.
F1 werd door distributeur Warner Bros. Pictures op 25 juni 2025 wereldwijd in de bioscopen uitgebracht. De film zal naast het standaardformaat ook in IMAX worden uitgebracht en zal nadat hij de bioscopen verlaat te zien zijn op streamingdienst Apple TV+. De film werd door recensenten in het algemeen positief ontvangen. Op Rotten Tomatoes heeft de film een score van 82% op basis van 346 beoordelingen. Metacritic komt op een score van 69/100, gebaseerd op 30 beoordelingen.

### Kassaopbrengsten
F1: The Movie ging op 27 juni 2025 in de Amerikaanse bioscopen in première naast M3GAN 2.0 met de verwachting van een bruto-opbrengst in het openingsweekend van 40 à 50 miljoen Amerikaanse dollars in 3661 bioscopen. De film bracht uiteindelijk 55,6 miljoen dollar op in zijn openingsweekend en eindigde daarmee op de eerste plaats aan de kassa. Op 29 juni 2025 had de film, samen met de opbrengst van 88,4 miljoen dollar in de andere gebieden, een totale opbrengst van 144 miljoen dollar.